# Metschnikowo (Baltijsk)
Metschnikowo (russisch Мечниково, deutsch Neuhäuser, litauisch Geiduva) ist ein Ortsteil der Stadt Baltijsk (deutsch Pillau) in der russischen Oblast Kaliningrad.

## Geographische Lage
Die Ortschaft liegt im Westen der historischen Region Ostpreußen,   unmittelbar an der Ostseeküste  auf dem nördlichen Ausläufer der Frischen Nehrung,  vier Kilometer nördlich des Stadtkerns von Pillau (Baltijsk).  Die Entfernung nach Königsberg (Kaliningrad) im Osten beträgt 38 Kilometer.

## Geschichte

Neuhäuser, auf der Frischen Nehrung, südwestlich von Fischhausen und westlich von Königsberg, nordnordwestlich von Neuhäuser der Kirchort Lochstädt, auf einer Landkarte von 1910.

Im Jahr 1785 wird Neuhäuser als ein königliches Stranddorf mit fünf Feuerstellen (Haushaltungen) bezeichnet, das im Kirchspiel Lochstädt eingepfarrt ist.
Das Preußische Paradies war eine weitgehend unberührte Dünen- und Waldlandschaft an der Südwestecke des Samlands.  Die Bernsteinpächter  beschwerten sich über das Anlegen von Strandbädern in dieser Gegend; ihren Vorschlag im Jahr 1816, in Neuhäuser selbst ein öffentliches Strandbad zu eröffnen,  griff die Regierung nicht auf, da sich das Meerwasser bei Neuhäuser mitunter mit dem Haffwasser  vermischt und sie Cranz als Standort für diesen Zweck deshalb für geeigneter hielt.
Noch 1857 führte der Weg vom Pillauer Hafen in den Pilzenwald durch „sahara-weite“ Dünen. Erschlossen wurde die Gegend erst 1865 mit der Ostpreußischen Südbahn nach Pillau. Wohlhabende Königsberger gründeten hier eine Villenkolonie. Wer den Trubel eines Seebades vermeiden wollte, verbrachte hier in der frischen Seeluft die Sommerferien. Vertreter des Hochadels bauten in Neuhäuser ihre Landsitze.  Später erhielt Neuhäuser ein Kurhaus, eine Strandhalle (1893) und ein Warmbad (1904). Am Anfang des 20. Jahrhunderts galt Neuhäuser als Gut mit einem Seebad.  Der Badestrand ist flach und ohne Steine. Anders als in Cranz gab es kaum Mücken.
Vom Bahnhof Pillau führte der Weg nach Neuhäuser über den 30 m hohen Pfannkuchenberg, von dem sich ein schöner Blick auf Neuhäuser, das Frische Haff und die Ostsee bietet.
Neuhäuser wurde 1874 in den Amtsbezirk Lochstädt eingegliedert, der zum Landkreis Fischhausen im Regierungsbezirk Königsberg der preußischen Provinz Ostpreußen gehörte. Am 24. März 1890 wurde aus den Gütern Neuhäuser, Schäferei und Waldkrug die Landgemeinde Neuhäuser gebildet.
Am 14. März 1914 wurde Neuhäuser namensgebender Ort eines aus der Landgemeinde Neuhäuser und dem Gutsbezirk Lochstädt bestehenden Amtsbezirks. Der Amtsbezirk Lochstädt wurde in „Amtsbezirk Tenkitten“ umbenannt. Am 30. September 1928 wurde Lochstädt nach Neuhäuser eingemeindet, am 23. April 1930 kam Kamstigall (nicht mehr existent) hinzu, wurde aber bereits 1937 in die Seestadt Pillau umgemeindet.  Am 1. Januar 1945 bestand der Amtsbezirk Neuhäuser, der 1939 dem Landkreis Samland beigetreten war, nur noch aus der Gemeinde Neuhäuser.
Im Jahr 1945 gehörte das Dorf Neuhäuser zum Landkreis Samland im Regierungsbezirk Königsberg der Provinz Ostpreußen des Deutschen Reichs.
Nach dem Zweiten Weltkrieg wurde Neuhäuser von der sowjetischen Besatzungsmacht zusammen mit dem nördlichen Ostpreußen unter sowjetische Verwaltung gestellt und erhielt die Ortsbezeichnung Metschnikowo, nach dem russischen Biologen Ilja Metschnikow.

### Bevölkerungsentwicklung bis 1945
| Jahr | Einwohner | Anmerkungen                              |
| ---- | --------- | ---------------------------------------- |
| 1816 | 035       | auf drei Erbpachthöfen                   |
| 1831 | 026       | auf einem Freigut und in zwei Eigenkaten |
| 1858 | 029       | sämtlich Evangelische,                   |
| 1864 | 015       | am 3. Dezember, auf dem Gut              |
| 1905 | 216       | auf dem Gut, sämtlich Evangelische       |
| 1910 | 215       | .                                        |
| 1933 | 787       | [ 12 ]                                   |
| 1939 | 965       | [ 12 ]                                   |

## Verkehr
Der Ort ist über die Fernstraße A 193 erreichbar. Metschnikowo ist Haltepunkt an der Bahnstrecke Baltijsk–Kaliningrad, der ehemaligen Ostpreußischen Südbahn.

## Kirche
Die meistenteils evangelische Bevölkerung Neuhäusers war bis 1945 in das Kirchspiel Lochstädt eingegliedert, das zum Kirchenkreis Fischhausen in der Kirchenprovinz Ostpreußen der Kirche der Altpreußischen Union gehörte.

## Persönlichkeiten

### Mit dem Ort verbunden
- Julius Dickert (1816–1896), deutscher Lehrer und Politiker, Mitglied des deutschen Reichstages, verstarb am 12. August 1896 in Neuhäuser
- Otto Stellter (1823–1894), deutscher Jurist, Mitglied des deutschen Reichstages, verstarb am 21. August 1894 in Neuhäuser